# Philippe Villiers de l’Isle-Adam
Philippe Villiers de l’Isle-Adam (Beauvais, 1464 – Rabat, 21 de agosto de 1534) foi um membro proeminente dos Cavaleiros Hospitalários em Rodes e, mais tarde, em Malta. Havendo alcançado a posição de Prior da Linha de Auvernia foi eleito Grão-Mestre da Ordem em 1521.
Estava ao comando da ordem durante o longo e sangrento cerco de Rodes por parte do Sultão Solimão, o Magnífico, em 1522, quando 600 cavaleiros e 4 500 soldados resistiram ante uma força de invasão de aproximadamente 200 000 homens durante seis meses, ainda que, finalmente, negociaram a a partida dos cavaleiros no dia de ano novo de 1523, até Creta.